# Antipatrides

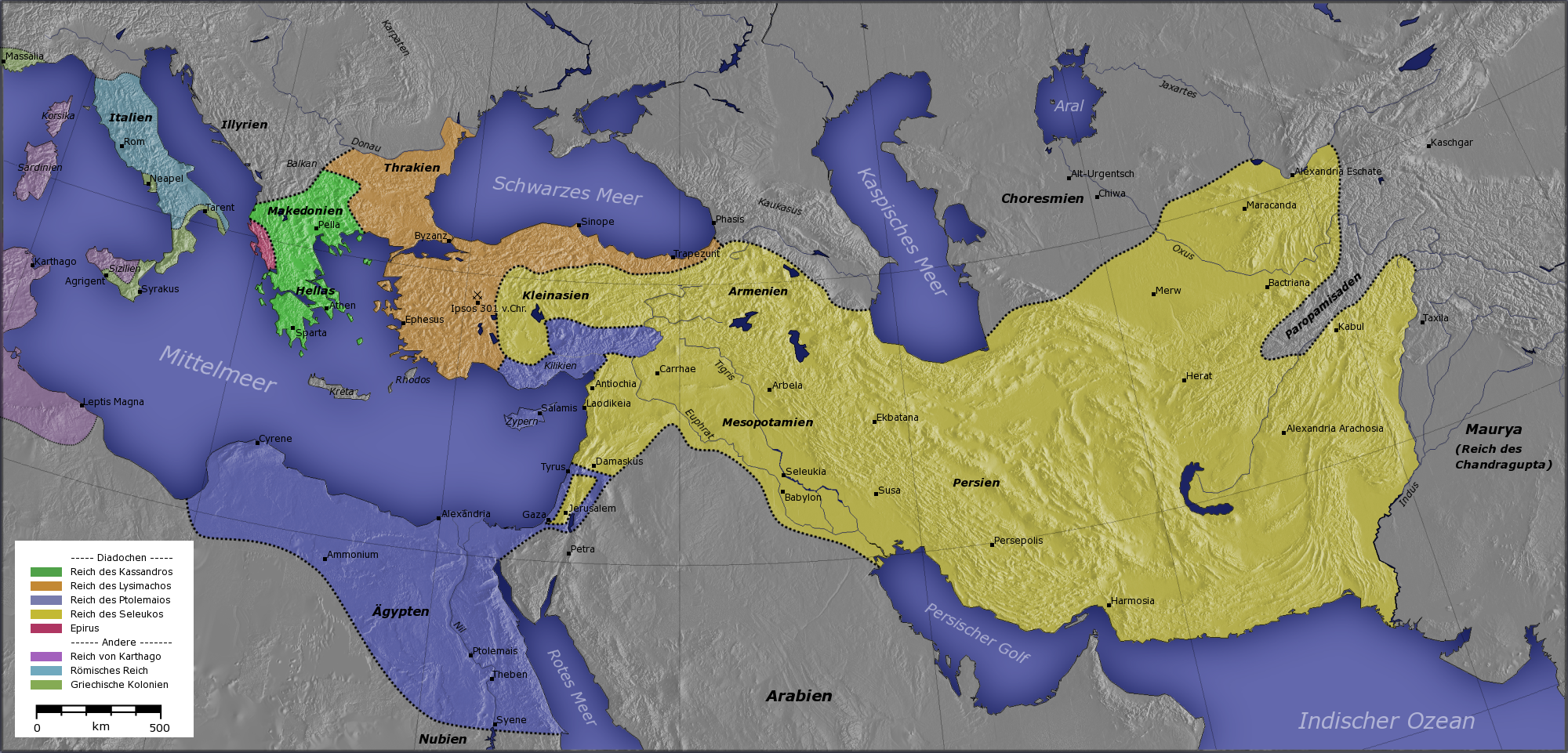
Royaume de Cassandre en vert

Les Antipatrides sont une dynastie hellénistique fondée par Cassandre, fils d'Antipater, qui est proclamé roi de Macédoine en 305 av. J.-C. après la chute de la dynastie argéade. Les Antipatrides ont donné cinq rois et finissent par être éliminés en 279 au profit des Antigonides.

## Membres de la dynastie

### Rois de Macédoine
- 305-297 av. J.-C. : Cassandre (358-297 av. J.-C.), roi de Macédoine.
- 297 av. J.-C. : Philippe IV (vers 315-297 av. J.-C.), roi de Macédoine, fils du précédent.
- 297-294 av. J.-C. : Alexandre V (mort en 294 av. J.-C.), roi de Macédoine, frère du précédent.
- 296-294 av. J.-C. : Antipater Ier (mort en 288 av. J.-C.), roi de Macédoine, frère du précédent.
- 279 av. J.-C. : Antipater II (mort en 277 av. J.-C.), roi de Macédoine, neveu de Cassandre.

### Autres membres
- Antipater : fondateur de la dynastie et régent de Macédoine pour Alexandre le Grand.
- Pleistarchos : fils d'Antipater et général pour son frère Cassandre.
- Iolas : fils d'Antipater.
- Nikaia : fille d'Antipater et épouse de Lysimaque qui nomme la ville de Nicée en son honneur.
- Eurydice : fille d'Antipater et épouse de Ptolémée Ier.
- Phila Ire : fille d'Antipater et épouse de Cratère puis de Démétrios Ier Poliorcète.

## Généalogie
```
├─> 
Antipater
 (400 † 319), stratège d'Europe
│   │
│   ├─> 
Phila 
I
re
 († 287)
│   │   x 1) 
Balacros
 († 324), satrape de Cilicie
│   │   x 2) 
Cratère
 († 321), général
│   │   x 3) 
Démétrios 
I
er
 Poliorcète
, roi de Macédoine
│   │
│   ├─> 
Eurydice

│   │   x 
Ptolémée 
I
er
, roi d'Égypte
│   │
│   ├─> 
Cassandre
 de Macédoine (355 † 297)
│   │   x 
Thessaloniké
 (353/52 † 295), demi-sœur d'Alexandre le Grand
│   │   │
│   │   ├─> 
Philippe 
IV
 de Macédoine († 297)
│   │   │
│   │   ├─> 
Alexandre 
V
 de Macédoine († 294)
│   │   │
│   │   └─> 
Antipater 
I
er
 de Macédoine
│   │       x 
Eurydice
, fille de Lysimaque
│   │
│   ├─> 
Nikaia
 (335 † 302)
│   │   x 1) 
Perdiccas
, général
│   │   x 2) 
Lysimaque
, général
│   │
│   ├─> 
Iolas
 († ap.322)
│   │
│   ├─> 
Pleistarchos

│   │
│   └─> Philippe
│       │
│       └─> 
Antipater 
II
 Étésias
 de Macédoine
│
└─> Cassandre
    │
    └─> 
Antigone

        x Magas
```